# Vojvodska palača, Mantova
Vojvodska palača (italijansko Palazzo Ducale di Mantova) ali Kraljeva palača (Reggia di Gonzaga) je skupina stavb v Mantovi v Lombardiji v severni Italiji. Zgrajena je bila med 14. in 17. stoletjem za plemiško družino Gonzaga kot vladarska rezidenca v prestolnici njenega vojvodstva. Zgradbe so povezane s koridorji in galerijami ter obogatene z notranjimi dvorišči in širokimi vrtovi. Kompleks vključuje okoli 500 sob in zaseda okoli 34.000 m². Čeprav so stavbe najbolj znane po freskah Mantegne v Sobani mladoporočencev  (Camera degli Sposi), imajo tudi številne druge zelo pomembne arhitekturne in poslikane dele.
Družina Gonzaga je živela v palači od leta 1328 do 1707, nato pa so stavbe začele propadati. V 20. stoletju so jih začeli obnavljati in območje so razglasili za muzej. Leta 1998 so odkrili skrito sobo, ki naj bi se v poznem 16. stoletju uporabljala za igranje Monteverdijeve glasbe. 

## Stari dvor (Corte Vecchia)
Vhod v palačo je s Sordellovega trga, na katerem so najstarejše stavbe, tudi Kapitanova palača (Palazzo del Capitano) in Velika hiša (Magna Domus). Bili sta jedro Starega dvora.
Kapitanovo palačo je v poznem 13. stoletju zgradil Guido Buonacolsi, capitano del popolo (vodja ljudstva). Njegova družina je vladala Mantovi od leta 1271 do 1328. Prvotno je imela dve nadstropji in je bila ločena od Velike hiše (Magne Domus) z ozko ulico. V začetku 14. stoletja je dobila še eno nadstropje in je bila z njo združena z velikim pročeljem s portikom. V dodatnem nadstropju je velika dvorana (67 x 15 m), znana pod imenom Dvorana z orožjem ali Koncilska dvorana, ker je leta 1459 v njej zasedal cerkveni zbor, ki ga je vodil papež Pij II.
Veličastno Vojvodinjino stopnišče (Scalone delle Duchesse), ki je bilo zgrajeno v 17. stoletju in ga je leta 1779 obnovil Paolo Pozzo, vodi v Moronejevo sobo, imenovano po platnu Veronesejevega slikarja Domenica Moroneja iz leta 1494, ki prikazuje Izgon Bonacolsija leta 1328. V prvem nadstropju kapitanove palače se prva soba imenuje Guastalla, ker je v njej živela Anna Isabela Gonzaga iz Guastalle. V njej je freska s frizem s portreti družine Gonzaga, ki se je nekoč širila v zaporedno sobo, Pisanellovo sobo, posvečeno umetniku, ki je leta 1433 naslikal vrsto fresk, ki prikazujejo turnir in druge prizore, a so ostale nedokončane. Na slikah je prikazan tudi naročnik, to je Gianfrancesco Gonzaga. Freske so bile ponovno odkrite in obnovljene v 1960-ih in 1970-ih.

### Prostori Isabelle d'Este
Leta 1519 se je Isabella d'Este preselila v stanovanje v gradu svetega Jurija v najstarejši del kraljevske palače, v tako imenovano "vdovsko stanovanje". Stanovanje je imelo dve krili, ki sta zdaj razdeljeni z vhodom v častno dvorišče (Cortile d'Onore). V krilu Jama (Grotta) so leseno pohištvo in slike iz slavnega studiola (študijske sobe), naročene od leta 1496 do 1505 pri Mantegni (Parnas in Zmaga kreposti), Lorenzu Costi starejšem (Isabella d'Este v kraljestvu Harmonija in Kraljestvo boga Koma) in Peruginu (Boj ljubezni in čistosti), pa tudi nove pri Correggiu (Alegorija vic in Alegorija kreposti). Druga dvorana v istem krilu je Velika sobana (Camera Granda) ali Scalcheria, freske leta 1522, ki jih je ustvaril umetnik Mantovčan Lorenzo Leonbruno. Stanovanje je imelo tudi druge dvorane v Krilu svetega križa po imenu cerkve iz časa Matilde iz Canossa, nad ostanki katere so bili zgrajeni prostori, kot so Isabellina delovna soba (Sala delle Imprese Isabelliane), Cesarska dvorana (Sala Imperiale), Sala delle Calendule, Sala delle Targhe in Delovna dvorana (Sala delle Imprese). V 16. stoletju je Guglielmo X. Gonzaga preoblikoval prostore Starega dvora in ustvaril jedilnico, obrnjeno proti Visečim vrtovom, in Dvorano ogledal (Sala dello Specchio), ki se je uporabljala za glasbo.

### Prostori tapiserij
Med habsburško vladavino v Mantovi je bila jedilnica prenovljena v Sobano rek (Sala dei Fiumi) s slikami na stenah, na katerih so prikazane reke na območju Mantove kot velikani. Hkrati je bilo oblikovano Stanovanje tapiserij (Appartamento degli Arazzi) s štirimi sobami. V treh so tapiserije, narejene v Flandriji po Rafaelovih risbah, tako kot v Rafaelovih stancah v Vatikanski palači. Kardinal Ercole Gonzaga jih je v začetku 16. stoletja kupil v Bruslju, da bi okrasil takratno Zeleno stanovanje. Po okrasitvi palačne cerkve svete Barbare in obdobja v vojvodski palači so flamske tapiserije obnovili leta 1799 in jih razvrstili tako, kot so še danes. Nadaljnja obnova je bila narejena med napoleonskimi vojnami v Dvorani zodiaka (Sala dello Zodiaco), znani tudi kot Napoleonova soba, saj je v njej spal kot francoski cesar.

## Grad svetega Jurija
Grad svetega Jurija (Castello di San Giorgio) je bil zgrajen med letoma 1395 in 1406. Naročil ga je Francesco I. Gonzaga, zasnoval pa Bartolino da Novara, eden najuglednejših vojaških arhitektov tistega časa. Ima kvadratni tloris s štirimi vogalnimi stolpi, obkrožen z jarkom, s tremi vhodi, vsak z dvižnim mostom. Leta 1459 je arhitekt Luca Fancelli, ki ga je naročil markiz Ludovico III. Gonzaga, obnovil več prostorov v dvorcu za koncil v Mantovi, ki ga je sklical papež Pij II., in grad je dokončno izgubil vojaško in obrambno vlogo.

### Sobana mladoporočencev
Poslikana sobana (Camera Picta) ali Sobana mladoporočencev je najbolj znana soba v palači zaradi fresk, ki jih je naredil Andrea Mantegna med letoma 1465 do 1475, kot potrjuje plošča, nastala ob praznovanju konca del. Slikarjeva dekoracija ustvarja iluzionističen prostor, kot da je soba loža s tremi odprtinami, ki se med arkadami in zavesami spogledujejo s podeželsko pokrajino. Naslikani prizori prikazujejo člane družine Gonzaga.

## Nova hiša
Novo hišo (Domus Nova) je prvotno zasnoval Luca Fancelli leta 1480–84. Med vladanjem vojvode Vincenza I. Gonzage (1562–1612) je bila zgradba obnovljena in ustvarjeno sedanje vojvodsko stanovanje (Appartamento Ducale), ki ga je leta 1595 oblikoval umetnik in cremonski arhitekt Antonio Maria Viani.
Galleria Nuova (Novi hodnik) je leta 1778 zgradil Giuseppe Piermarini, da bi povezal stanovanje Guastalla s stanovanjem vojvode. V hiši je več zgodovinskih oltarjev od zgodnjega 16. stoletja do poznega 18. stoletja Francesca Borgana, Carla Bononija, Spagnoletta in drugih. Vodi do ogromne Sobe lokostrelcev (Sala degli Arcieri), prvotnega stanovanja vojvode Vincenza. Tu je slaven oltar Petra Paula Rubensa (1605), del nekdanjega triptiha za cerkev svete Trojice v Mantovi, ki prikazuje Družino Gonzaga pri čaščenju svete Trojice, pa tudi druge slike iz zdaj zaprtih cerkva in samostanov. Ta soba se odpira v Sobo ogledal (Galleria degli Specchi), zgrajeno kot odprta loža, ko je vladal Vincenzo I., s freskami dveh učencev Guida Renija in neoklasicistično dekoracijo iz let 1773–79.
Pod stanovanjem v Novi hiši je arhitekt Viani za kardinala (kasneje vojvoda Ferdinand), sina Vincenza Gonzage (1587–1626), zasnoval vrsto vedno manjših prostorov, dolgo znanih kot Stanovanje za pritlikavce (Appartamento dei nani). Verjeli so, da so bile zgrajene za slavne dvorne škrate Mantove. Leta 1979 je italijanski umetnostni zgodovinar Renato Berzaghi prepričljivo pokazal, da so te majhne sobe natančne reprodukcije starega rimskega izvirnika: Svetih stopnic (Scala Santa) bazilike svetega Janeza v Lateranu v Rimu in so imele nabožen pomen.

## Novi dvor
Glavna značilnost Novega dvora (Corte Nuova) je Dvorana vedeževalke Mano (Sala di Manto), skozi katero se vstopi v Trojansko stanovanje, bogato s  freskami (1538–1539), ki so pripisane sodelavcu Giulia Romana. Federico II. Gonzaga jih je naročil za več sob v palači. V dvorani je viden poseg Guglielma X., ki je oblikoval Veliko stanovanje v gradu  (Appartamento Grande di Castello). Freske v sobi prikazujejo zgodbo Troje, od koder je prišla v Italijo Manto, legendarna hči Tejreziasa.

## Dvorna cerkev svete Barbare
Cerkev svete Barbare, ki je imela v palači vlogo kapele (dvorna bazilika) za družino Gonzaga, je leta 1562–1572 zgradil Giovanni Battista Bertani po naročilu vojvode Guglielma.  Omogočala je verske obrede, ki so bili deloma neodvisni od papeške hierarhije. V njej so dragocene orgle Graciadia Antegnatija (1565). Obnovljene so bile leta 1995.
Cerkev ima osrednji tloris s kvadratno lanterno v sredini, dvignjen polkrožni prezbiterij, ki ima drugo lanterno, podobno prvi, in se konča v scenografsko apsido, okrašeno s kasetiranim stropom. Pod prezbiterijem je grobnica z ovalnim spomenikom. Zvonik ima kvadratni tloris in na vrhu majhen tempelj. V zadnjem času so v cerkvi odkrili ostanke štirih vojvod in drugih članov družine Gonzaga, vključno z Guglielmovimi.
V notranjosti sta dva bočna oltarja z deli Lorenza Coste mlajšega, ki prikazujejo Krst cesarja Kostantina in Mučeništvo svetega Adrijana. V prezbiteriju sta sliki Mučeništvo svete Barbare (1564) Domenica Brusasorcija in Oznanjenje Ferma Ghisonija poleg orgel Graziadia Antegnatija. Ghisoni je okoli leta 1566 okrasil drugo stran s sveto Barbaro in svetim Petrom.

## Vrtovi in dvorišča
- Dvorišče z jahalnico (Cortile della Cavallerizza) je zasnoval Giovanni Battista Bertani in ga leta 1556 prilagodil zgradbam, ki ga obkrožajo in so v manierističnem slogu Giulia Romana, ki označuje že obstoječo palačo, imenovano Podeželska stavba (La Rustica), s katero se tudi spogleduje. Tu so razstavili Gonzagove konje pred prodajo;
- Vrt zdravilnih zelišč (Giardino dei Semplici), znan tudi pod imenom Paviljonski vrt (Giardino del Padiglione), zgrajen leta 1603, delo Zenobia Bocchija. V njem so cvetje in zelišča, ki so jih uporabljali člani dvora Gonzaga, da so si odišavili svoje obleke;
- Viseči vrt, v jedilnici (pozno 16. stoletje), je na 12 m nadmorske višine. V 18. stoletju je med avstrijsko vlado dobil kavarno;
- Skriti vrt, del apartmaja Isabelle d'Este v Starem dvoru, ki ga je leta 1522 zgradil arhitekt Mantovčan Gian Battista Covo;
- Dvorišče osmih obrazov (Cortile delle Otto Facce), znano tudi pod imenom Dvorišče medvedov (Cortile degli Orsi);
- Cortile del Frambus;
- Častno dvorišče (Cortile d'Onore);
- Dvorišče svetega križa (Cortile di Santa Croce);
- Dvorišče psov (Cortile dei Cani).